# 20283 Elizaheller
A 20283 Elizaheller (ideiglenes jelöléssel 1998 FG55) a Naprendszer kisbolygóövében található aszteroida. A LINEAR projekt keretében fedezték fel 1998. március 20-án.